# Rävspel (spel)

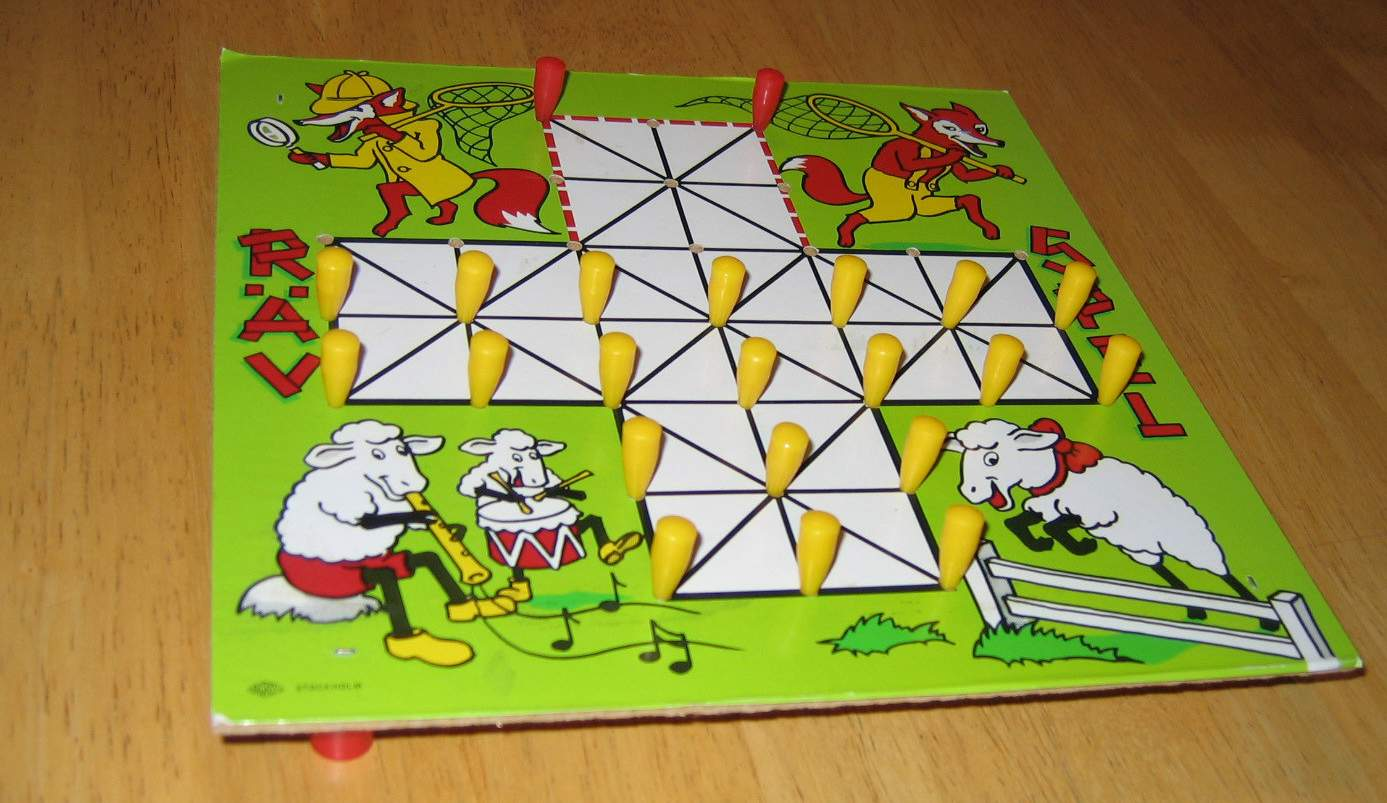
Ett rävspel med pjäserna i startuppställning.

Rävspel är ett klassiskt brädspel för två personer, omnämnt redan på 1300-talet. Det hör till en kategori av spel som benämns jaktspel och som kännetecknas av att de båda deltagarna inte spelar med samma slags spelpjäser: den ena handhar ett fåtal pjäser, eller bara en enda pjäs, medan den andra förfogar över ett relativt stort antal pjäser av ett annat slag.
I rävspel används ett spelbräde som oftast är försett med hål, i vilka spelpjäserna sticks ner. Vanligtvis har den ena spelaren två röda (eller mörka) pjäser, kallade rävar, och den andra 20 vita (eller ljusa) pjäser, kallade får (eller ibland höns). Spelarna turas om att flytta sina pjäser längs de linjer som förbinder hålen. Fåren får gå ett steg framåt, snett framåt eller åt sidan, men inte bakåt. Rävarna får flyttas ett steg i alla riktningar, och kan dessutom slå ut ett får genom att hoppa över det till ett tomt hål bortom fåret.
Fåren vinner om de kan besätta alla nio hålen i den på spelbrädet markerade "fållan" (eller "hagen").
Rävarna vinner om de slagit ut så många får att de som finns kvar inte räcker till för att fylla ut fållan.

## Varianter
Rävspelet finns också bland annat i en variant med bara en enda räv, som ställs mot 17 höns. Det förekommer även varianter i större format där brädet har 53 hål, och på vilket man spelar med 1 räv och 17 gäss, eller med 2 rävar och 30 gäss.
Rävspelsbrädet kan också användas till solitär, även kallat eremitspel, vilket är ett tidsfördriv för en person.